# 法扎德·曼蘇里
法扎德·曼蘇里（2002年3月19日—）是一名阿富汗跆拳道運動員。他和卡米亞·尤蘇菲在2020年夏季奧林匹克運動會開幕典禮，共同擔任阿富汗的掌旗官。

## 生涯
法扎德·曼蘇里在安曼舉行的2019年亞洲青年跆拳道錦標賽奪得銀牌。曼蘇里在2021年貝魯特跆拳道公開賽74公斤級奪得銅牌。曼蘇里參加2020年夏季奧林匹克運動會80公斤以上級項目，在16強賽敗給韓國的印教敦。